# محمد حسن شرشر
محمد حسن شرشر (13 يناير 1935 -11 فبراير 2012 )؛ هو باحث وكاتب وأكاديمي مصري، وأستاذ البلاغة في جامعة الأزهر، له عدة مؤلفات في البلاغة والنقد الأدبي، فضلاً عن اسهاماته الأكاديمية في الإشراف على أبحاث الطلاب في جامعة الأزهر الشريف، وفي البرامج الإذاعية المتخصصة. وقد عُدّت مؤلفاته مرجعًا علميًّا للعديد من الباحثين في مصر والعالم العربي.

## سيرته العلمية

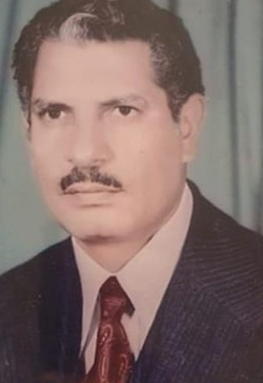
صورة د. محمد شرشر

ولد محمد حسن شرشر في 13 يناير 1935، نشأ نشأة دينية في قرية صروة في نواحي مركز قلين في محافظة كفر الشيخ المصرية. حفظ القرآن الكريم وجوده في كتّاب القرية ثم التحق بالأزهر الشريف، وتدرج في مراحله الدراسية بداية من معهد دسوق الديني الأزهري. بعد أن استكمل دراساته ما قبل الجامعية، تخرج في كلية اللغة العربية في العام 1963، حاز في العام 1970، شهادة الماجستير في البلاغة والنقد من كلية اللغة العربية في جامعة الأزهر في القاهرة. وبعد ست سنوات من البحث والدراسة، حاز في العام 1976، شهادة الدكتوراه في البلاغة والنقد مع مرتبة الشرف الأولى، من الكلية نفسها.
في العام 1978، عُيّن محاضرًا في كلية الدراسات الإسلامية والعربية للبنات في جامعة الأزهر في القاهرة، ثم رقي إلى درجة أستاذ مساعد في قسم البلاغة والنقد في الكلية في العام 1983، ثم حاز الأستاذية في البلاغة والنقد في العام 1988. وقد أصبح من ضمن أعضاء اللجنة العلمية الدائمة لترقية الأساتذة.
أشرف وناقش عشرات الأبحاث الأكاديمية لطلاب الماجستير والدكتوراه في جامعة الأزهر، وفي جامعة الإمام محمد بن سعود الإسلامية في الرياض، حين أعير إلى المملكة العربية السعودية مرة ثانية لنحو أربع سنوات من 1993 إلى 1997 للتدريس بمرحلتي الليسانس والدراسات العليا في كلية اللغة العربية. وكان قد أعير في المرة الأولى إلى المملكة لنحو أربع سنوات أيضًا، امتدت من 1402 هـ إلى 1405 هـ، للتدريس بمرحلتي الليسانس والدراسات العليا في كلية الآداب للبنات في الدمام. ويلحظ أنه مارس التعليم أيضَا في مدارس الفلاح في مكة المكرمة.

## مؤلفاته
للدكتور شرشر عدة أبحاث ودراسات، ومؤلفات، منها:
- قطوف من النصوص الأدبية الرفيعة في الجاهلية وصدر الإسلام - دار الطباعة المحمدية - القاهرة 1979
- نصوص مختارة من الأدب العباسي - دار الطباعة المحمدية، الأزهر - 1979
- لباب البيان - دار الطباعة المحمدية - 1980 [15][16]
- دراسات بلاغية في القرآن الكريم والحديث الشريف - دار الطباعة المحمدية
- قبس من البيان القرآني دار الطباعة المحمدية - 1983
- لباب المعاني (جزآن) - دار الطباعة المحمدية - 1985 [17][18]
- من وجوه إعجاز القرآن الكريم والبيان النبوي الشريف - 1986 [19]
- البناء الصوتي في البيان القرآني - دار الطباعة المحمدية - القاهرة 1988 ، ويصنف ضمن موضوعات التفسير وعلوم القرآن الكريم.[20]
- لباب البديع - دار الطباعة المحمدية - 1986 - وطبعة ثانية 2003 [21]
- البلاغة القرآنية والنبوية في آثار الشريفين - القاهرة 2006 [22]